# Гері Вудленд
Гері Вудленд (англ. Gary Woodland) — американський гольфіст,  переможець Відкритого чемпіонату  США.
Чемпіонат США Вудленд виграв у червні 2019 року на трасі Пебл-Біч у Каліфорнії. Він опередив найближчого з переслідувачів, Брукса Кепку на 3 удари, закінчивши трасу з рахунком -13. Це тільки четвертий випадок в історії, коли переможець Відкритого чемпіонату США показав двоцифровий результат. 

## Виноски
1. ↑  O'Connor, Ian (17 червня 2019). Gary Woodland's journey through heartbreak to U.S. Open champion. ESPN. Архів оригіналу за 17 червня 2019. Процитовано 17 червня 2019.